# 太陽娘と海
『太陽娘と海』（たいようむすめとうみ）は、1998年4月7日から6月30日までテレビ東京系で放送されていたドラマである。

## 番組概要
5人時代のモーニング娘。＆平家みちよ＆建みさとが主演したドラマ。「ラストチャンス」でブレイクする前のSomething ELseも出演。カントリー娘。でデビュー直前だった柳原尋美も出演していた。

## 放送時間・回数
- 1998年4月7日〜6月30日、水曜日（火曜日深夜）2:25 - 2:55、全13回[1]。

## 出演者
- 配役
- 湘南の移動FM局　DJマリン 建みさと
- 同局のミキサー 柳原尋美
- 葉山の移動FM局　DJ渚 平家みちよ
- ホットドッグ店 店長 中澤裕子
- 店員 石黒彩
- 店員 飯田圭織
- 店員 安倍なつみ
- 店員（店長の妹） 福田明日香
- ミュージシャン伸隆 大久保伸隆（Something ELse）

## 主題歌
- レコード/Something ELse

## スタッフ
- 企画：山﨑直樹
- 監督：今関あきよし
- 脚本：松田敬三、篠村俊夫、石川彰
- 選曲：遠藤浩二
- プロデューサー：前田琢、内藤公子、高橋勝
- 技術協力：ビデオフォーカス
- 制作協力：アップフロントエージェンシー、CUC
- 製作：テレビ東京、テレビ東京ミュージック